# Careproctus discoveryae
Careproctus discoveryae är en fiskart som beskrevs av Duhamel och King 2007. Careproctus discoveryae ingår i släktet Careproctus och familjen Liparidae. Inga underarter finns listade.